# Arantangi
Aratangi ou Aranthangi é uma cidade e um município no distrito de Puducotai , no estado indiano de Tamil Nadu.

## Demografia
Segundo o censo de 2001, Arantangi tinha uma população de 34,266 habitantes. Os indivíduos do sexo masculino constituem 49% da população e os do sexo feminino 51%. Arantangi tem uma taxa de literacia de 80%, superior à média nacional de 59.5%; com 52% para o sexo masculino e 48% para o sexo feminino. 12% da população está abaixo dos 6 anos de idade.